# Antonia, romance hongroise
Pour plus de détails, voir Fiche technique et Distribution.
Antonia, romance hongroise est un film français réalisé par Jean Boyer et Max Neufeld, et sorti en 1935.

## Synopsis
Antonia, célèbre cantatrice, a quitté la scène pour se marier. Elle retourne seule à Budapest, où elle a un début de liaison avec un aviateur.

## Fiche technique
- Réalisation : Jean Boyer et Max Neufeld
- Scénario : Jean Boyer d'après une pièce de Melchior Lengyel
- Musique : Paul Abraham, Alfred Rode
- Photographie : Victor Arménise, Louis Née
- Sociétés de production : Gaumont, Milo-Film
- Durée : 87 minutes
- Dates de sortie : 
  - France : 25 janvier 1935
  - Hongrie : 1er mars 1935

## Distribution
- Marcelle Chantal : Antonia
- Fernand Gravey : le capitaine Douglas Parker
- Josette Day : Piri
- Pierre Larquey : le garçon
- Alice Tissot : la directrice
- Guy Sloux : le lieutenant Jonny
- Robert Arnoux : Pali
- Jean Worms : Bela de Palmay
- Pierre Finaly : le directeur du théâtre
- Alfred Rode : le musicien
- Odette Talazac : Marcza